# 北盘江大桥 (沪昆客专)
沪昆客运专线北盘江特大桥是世界最大跨度的钢筋混凝土拱桥。全长721.25米，主跨445米，桥面距江面约300米，设计速度350km/h。该桥融汇了中国桥梁建设中拱桥、斜拉桥、悬索桥、连续桥梁等特点，综合使用了拱座大体积混凝土、薄壁空心高墩等先进施工技术。2016年12月通车。
总工程师杜锐告诉《中国新闻网》记者：大桥结构新颖，外形美观，是一座集高科技及景观为一体的桥梁，代表着钢筋混凝土拱桥建造的最高水平。“北盘江特大桥在结构形式、跨度、构造和施工工艺等方面有较大创新，多项技术指标达到世界先进水平。”他还表示：北盘江特大桥具有“高、精、尖、难、险”等特点，在新材料、新结构、新设备等方面进行了创新运用。该桥实现了钢筋混凝土拱桥最大跨径、高速铁路桥梁最大跨度、大跨度桥梁刚度控制、大跨度混凝土拱桥施工方法、大跨度桥梁铺设新型聚氨酯固化道床的“五大突破”。